# 焦山

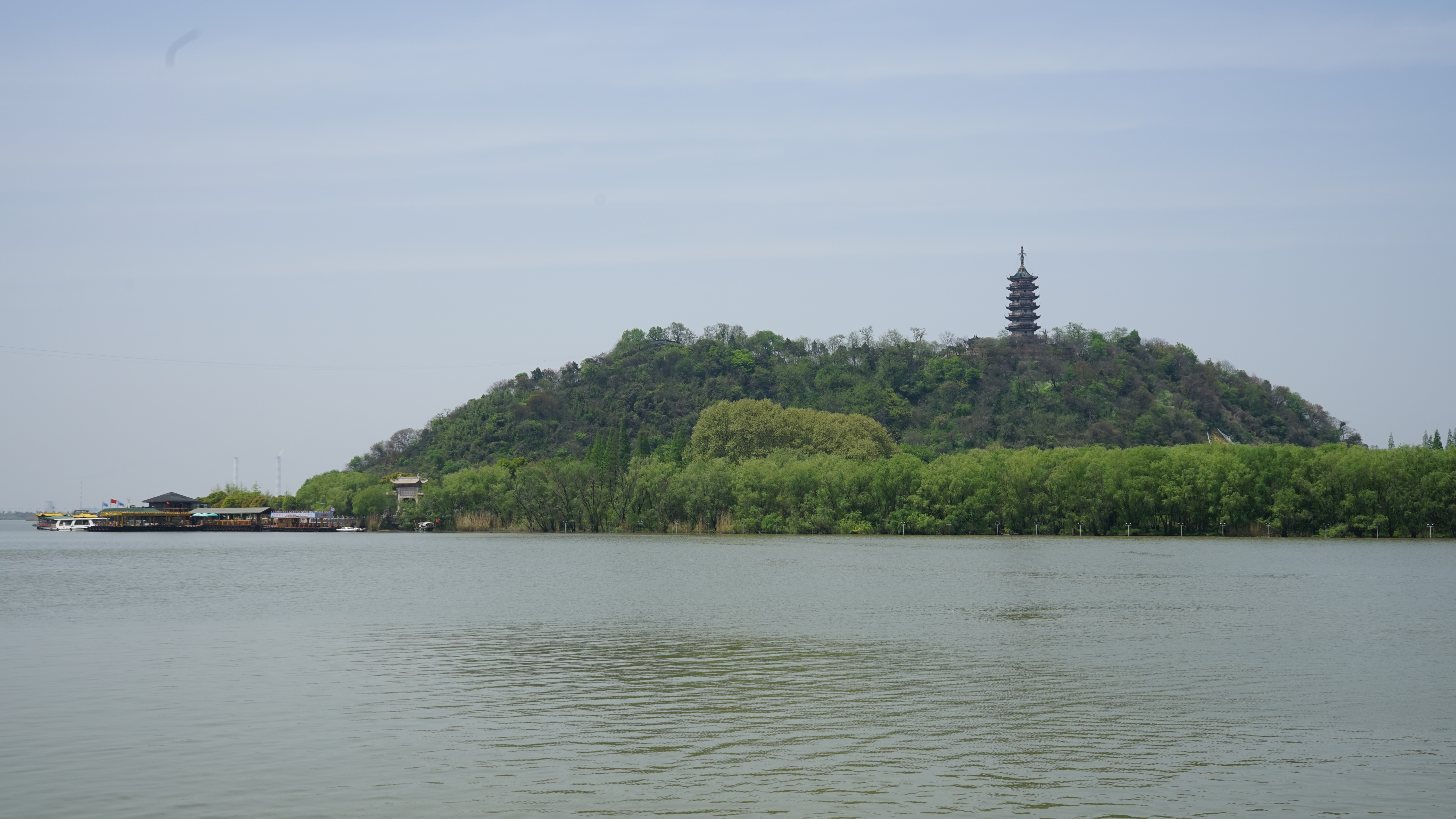

焦山位于江蘇省镇江市区北长江之中，海拔高程71.0米。东汉末年焦光隐居于此，因而得名。上有定慧寺，寺院楼阁掩映于山林之中，故有“焦山山裹寺”之说。定慧寺东有宝墨轩，又名焦山碑林，藏着历代碑刻四百余方，数量之多，为江南第一，其中包括“碑中之王”之称的《瘗鹤铭》。
焦山还有其他一些名称，如“樵山”、“狮子山”、“双峰山”、“乳玉山”、“浮玉山”，因东汉末年隐士焦光避居此地，故名“焦山”。东、西两峰之间又有一小峰，称“别峰”。
焦山与金山隔江相望，而镇江名胜向以金焦二山著称，二山各有特色，古人曰：“金以巧胜，焦以拙胜；金为贵公子，焦似淡道人；金宜游，焦且隐；金宜月，焦宜雨。”

## 對聯
明楊繼盛題
揚子江頭渡楊子，
焦山洞裡住椒山。

## 延伸阅读
[在维基数据编辑]
 《欽定古今圖書集成·方輿彙編·山川典·焦山部》，出自陈梦雷《古今圖書集成》